# 羅氏裸胸鱔
羅氏裸胸鱔，又稱羅氏裸胸鯙，為輻鰭魚綱鰻鱺目鯙亞目鯙科的其中一種，分布於印度太平洋海域，棲息深度3-35公尺，體長可達18.2公分，為底棲性魚類，屬肉食性，生活習性不明。

## 擴展閱讀
維基物種上的相關：羅氏裸胸鱔